# Acizzia
Acizzia är ett släkte av insekter. Acizzia ingår i familjen rundbladloppor.

## Bildgalleri

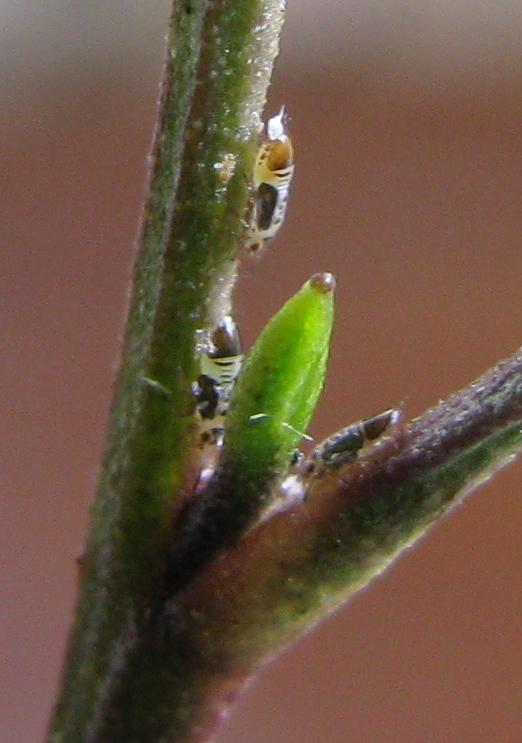
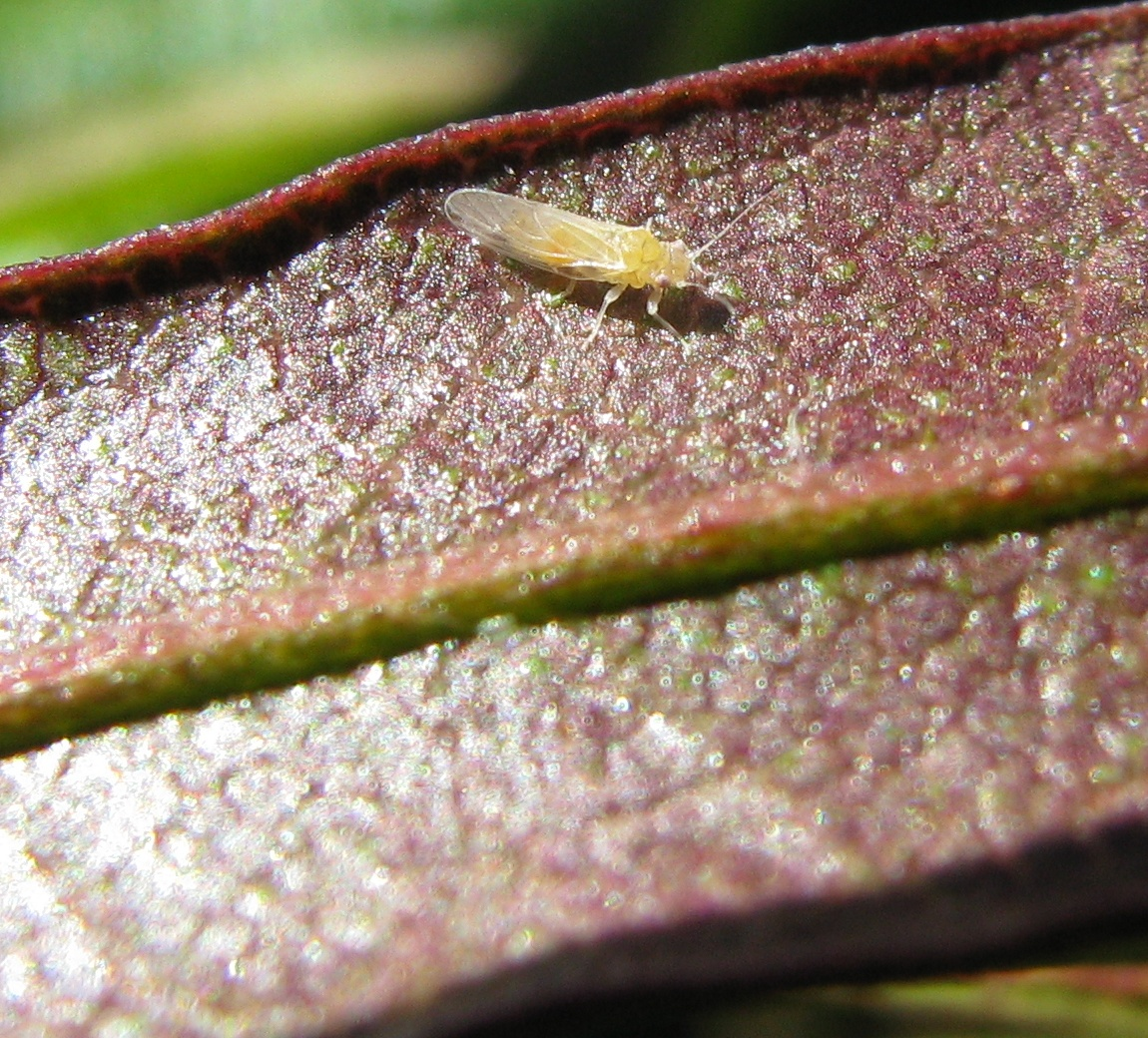

## Dottertaxa tillAcizzia, i alfabetisk ordning[1]
- Acizzia acaciae
- Acizzia acaciaebaileyanae
- Acizzia acaciaedealbatae
- Acizzia acaciaedecurrentis
- Acizzia acaciaejuniperinae
- Acizzia acaciaependulae
- Acizzia acaciaepycnanthae
- Acizzia albizziae
- Acizzia amyemae
- Acizzia beieri
- Acizzia bona
- Acizzia candida
- Acizzia capparis
- Acizzia ceplaciensis
- Acizzia conspicua
- Acizzia didyma
- Acizzia dodonaeae
- Acizzia exculta
- Acizzia exquisita
- Acizzia frenchi
- Acizzia gracilis
- Acizzia halperini
- Acizzia hirsuticauda
- Acizzia hollisi
- Acizzia immaculata
- Acizzia indica
- Acizzia jamatonica
- Acizzia jucunda
- Acizzia lidgetti
- Acizzia loranthacae
- Acizzia marginata
- Acizzia melanocephala
- Acizzia pendulae
- Acizzia russellae
- Acizzia schizoneuroides
- Acizzia taylorii
- Acizzia uncatoides
- Acizzia virgata
- Acizzia wittmeri